# 范乐年
范乐年（1939年10月—），男，汉族，浙江上虞人，中华人民共和国水利专家，中国水利水电科学研究院学者，水利部大禹资源系统研究开发部主任，中华全国台湾同胞联谊会原副会长，第七、八届全国人大代表，第九届全国政协委员，第三、四届中国科学技术协会常务委员，台湾同学会会长。

## 生平
1956年7月，臺灣省立師範大學附屬中學高中部畢業。
1961年6月國立台灣大學土木工程系畢業。
1968年于美国加州理工学院获博士后，后任美国TETRC TECH公司高级工程师。
1977年任美国BECHTEL公司工程监督。

### 回國
1980年回归祖国的科学家范乐年之说：我之所以回到祖国工作，第一个是我的父亲思想进步，他虽然身在台湾，但是一直十分关注大陆的情况；另外一个原因是通过我们在国外的生活感受，觉得身为中国人，一定要使中国强起来才有前途；还有就是通过各种信息渠道我们了解到的情况来看，大陆一直是发展很快的。在70年代我们就申请回国，由于处于文革时期没有得到批准，直到80年代我们才回到祖国。但是文革结束后，很多阴暗面暴露出来，所以很多人都不愿意回国了，也有一部分已回国的人由于种种原因而离开。我能够在国内长期留下来要感谢我的夫人王侨生，她是很坚定的。范乐年王侨生一家，曾受到邓小平同志的接见。
1980年任中国水利水电科学研究院冷却水所高级工程师、副所长。
1983年任联合国亚太经济理事会自然资源司司长。1986年6月，中国科学技术协会第三次全国代表大会在北京召开，选举产生第三届全国委员会。6月28日，第三届全国委员会第一次会议召开，推举其担任常务委员。
1997年11月兼任全国台联副会长。

## 家庭
父亲范寿康为台湾教育家、哲学家。妻子王侨生。兄长范樟年曾任愛立信紐約分公司總裁。